# Suka Damai (Kuala)
Suka Damai is een bestuurslaag in het regentschap Langkat van de provincie Noord-Sumatra, Indonesië. Suka Damai telt 1153 inwoners (volkstelling 2010).